# Ваља Маре Правац (Арђеш)
Ваља Маре Правац (рум. Valea Mare Pravăț) насеље је у Румунији у округу Арђеш у општини Ваља Маре-Правац. Oпштина се налази на надморској висини од 693 m.

## Становништво
Према подацима из 2011. године у насељу је живело 1905 становника.